# Dirk Heidenblut

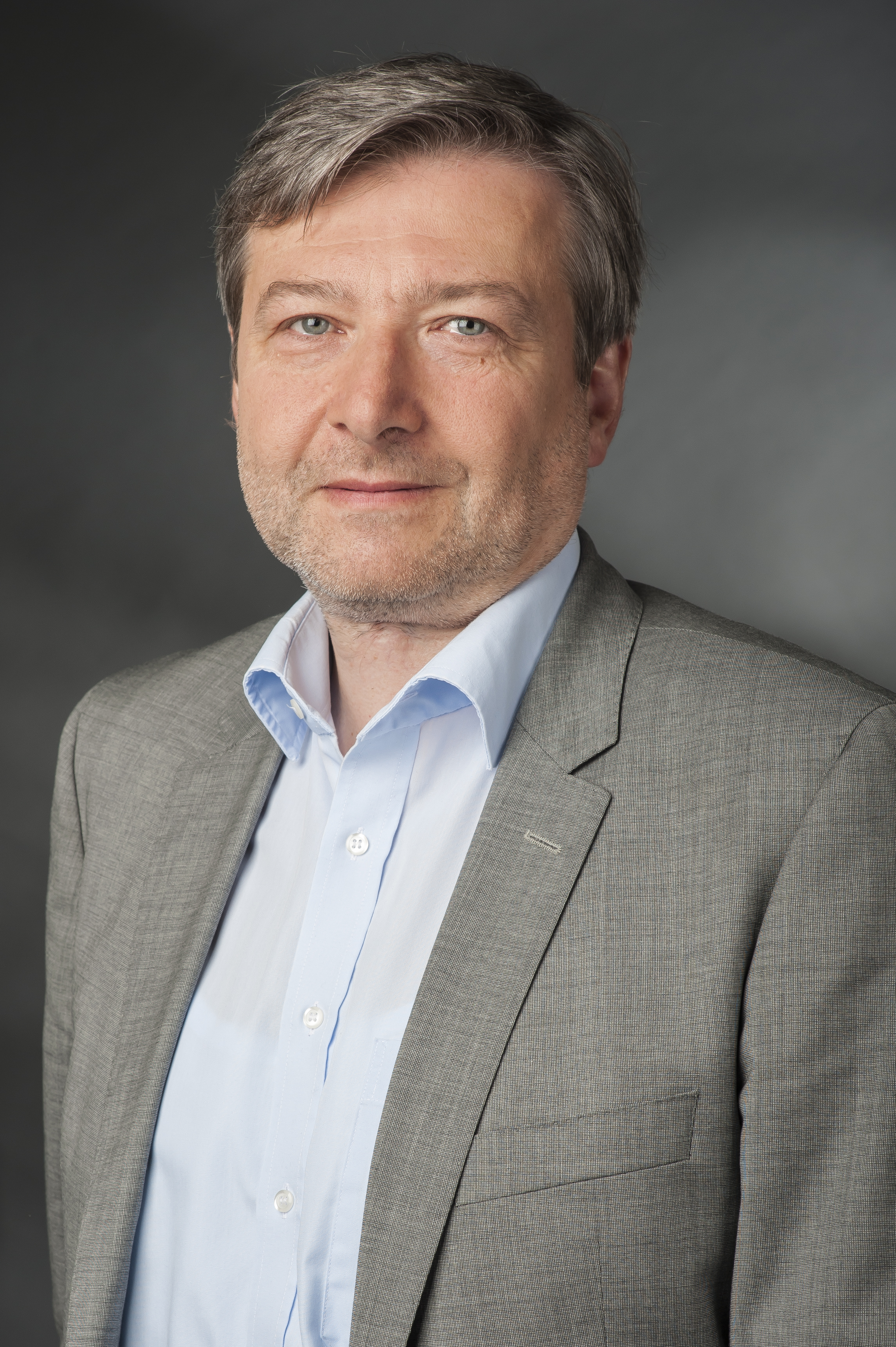
Dirk Heidenblut (2014)

Dirk Heidenblut (* 21. April 1961 in Essen) ist seit 1987 Geschäftsführer des Arbeiter-Samariter-Bundes, im Katastrophenschutz tätig und Politiker (SPD). Seit 2013 ist er Abgeordneter im Deutschen Bundestag.

## Leben
In Essen geboren ging Dirk Heidenblut auf das Gymnasium Essen Nord-Ost. Nach dem Abitur studierte er Jura in Würzburg und Bochum, ohne jedoch das Studium mit dem ersten juristischen Staatsexamen erfolgreich abzuschließen. Seit seinem 18. Lebensjahr ist er Mitglied beim Arbeiter-Samariter-Bund. Dort war er zunächst als Helfer im Katastrophenschutz tätig, als Vorstandsvorsitzender und seit 1987 Geschäftsführer.
Dirk Heidenblut ist verheiratet.

## Politischer Werdegang
Heidenblut war von 2009 bis 2013 Mitglied und sozialpolitischer Sprecher der SPD-Fraktion im Rat der Stadt Essen. Von 2010 bis 2013 war er zudem Mitglied der SPD-Fraktion im Landschaftsverband Rheinland. Er kandidierte erfolgreich als Abgeordneter bei der Bundestagswahl 2013 im Wahlkreis Essen II.

## Abgeordneter
In der 18. Legislaturperiode des Deutschen Bundestags war er ordentliches Mitglied im Ausschuss für Gesundheit und stellvertretendes Mitglied im Innenausschuss und im Ausschuss für Arbeit und Soziales. Auch in der 19. Legislaturperiode war er ordentliches Mitglied im Ausschuss für Gesundheit, darüber hinaus war er weiterhin stellvertretendes Mitglied im Ausschuss für Arbeit und Soziales und zudem in der Enquete-Kommission „Künstliche Intelligenz“. In der 20. Legislaturperiode ist er weiterhin ordentliches Mitglied im Gesundheitsausschuss und stellvertretendes Mitglied im Ausschuss für Arbeit und Soziales. Außerdem ist er stellvertretendes Mitglied im Petitionsausschuss.